# Inge Viermetz

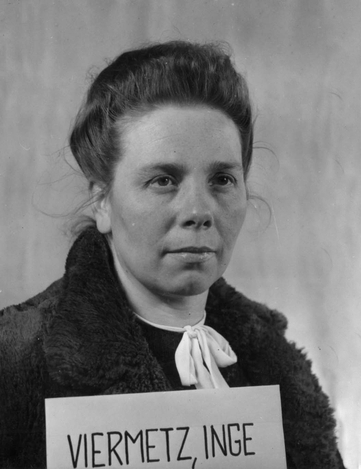
Inge Viermetz in alliierter Internierung

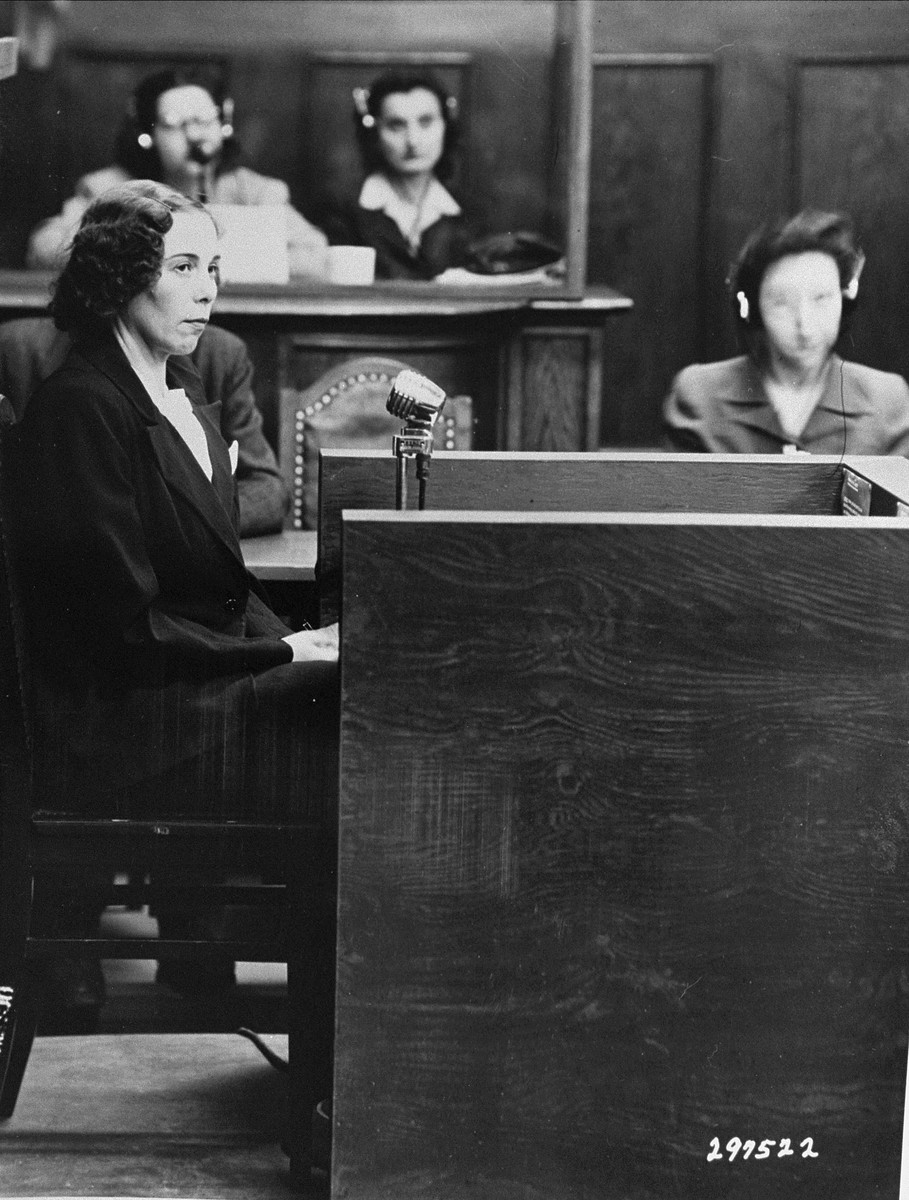
Inge Viermetz während ihrer Aussage am 28. Januar 1948 im Prozess Rasse- und Siedlungshauptamt der SS.

Inge Viermetz (* 7. März 1908 in Aschaffenburg; † 23. April 1997 in Vaterstetten) war eine deutsche Abteilungsleiterin beim Lebensborn e. V. zur Zeit des Nationalsozialismus.

## Leben
Viermetz besuchte von 1914 bis 1918 die Volksschule in Aschaffenburg und wechselte danach auf das Lyzeum, das sie noch vor dem Abschluss des Abiturs verließ. Anschließend absolvierte sie die Handelsschule, die sie 1923 erfolgreich abschloss. Von 1923 bis 1932 war Viermetz bei verschiedenen Firmen in Krefeld als Stenotypistin tätig. Sie heiratete 1932 und verzog nach Österreich. Viermetz kehrte 1935 nach Deutschland zurück und war bis 1938 zunächst als Korrespondentin bei einer Textilfabrik in Augsburg und danach als Sekretärin auf einer Pferderennbahn in München tätig. Ihre Ehe wurde 1936 geschieden. Sie heiratete 1939 erneut.
Viermetz wurde 1937 Mitglied der Nationalsozialistischen Volkswohlfahrt (NSV), der Nationalsozialistischen Frauenschaft und bei dem Reichskolonialbund.

## Tätigkeit beim Lebensborn e.V.
Nach einer kurzen Phase der Arbeitslosigkeit erhielt Viermetz durch das Arbeitsamt eine Anstellung beim Verein „Lebensborn“ in München und gehörte ab diesem Zeitpunkt dem weiblichen SS-Gefolge an. Viermetz war zunächst als Stenotypistin in der Abteilung Heimaufnahme tätig. Ab September 1939 übernahm sie die Abteilung Stellenvermittlung, durch die ledige Mütter in Arbeitsverhältnisse vermittelt wurden. In Personalunion oblag ihr auch die Leitung der Abteilung Pflegeheime und Adoptionsvermittlung. Im Januar 1941 wurde sie wieder Sachbearbeiterin in der Abteilung Heimaufnahme, leitete von März 1941 bis Mai 1941 die Abteilung Kriegswaisen und danach bis September 1941 die Abteilung Heimaufnahme. Auf Anordnung des Geschäftsführers des Lebensborn e. V. Max Sollmann leitete Viermetz von September 1941 bis Dezember 1941 mit Ernst Ragaller die Hauptabteilung Arbeit (A). Anschließend war sie bis Anfang Mai 1942 stellvertretende Leiterin der Hauptabteilung A unter dem kommissarischen Leiter Sollmann.
Im Rahmen einer Eindeutschungsaktion war sie für die Verbringung von 300 polnischen Kindern aus dem „Warthegau“ ins „Altreich“ verantwortlich. Die Kinder wurden in Heimen des „Lebensborn“ untergebracht.
Nachdem Gregor Ebner im Mai 1942 ihren Posten als Abteilungsleiter A erhalten hatte, bat sie um ihre Entlassung aus dem Arbeitsverhältnis. Als Begründung führte sie die Abwesenheit ihres Mannes an, der im Zweiten Weltkrieg als Soldat diente, sowie dessen Abwesenheit von seinem Geschäft. Dem wurde seitens Sollmanns jedoch nicht entsprochen. Sollmann setzte sie stattdessen als Sonderbeauftragte ein. In dieser Funktion führte sie mittels Dienstreisen unter anderem nach Jugoslawien und ins Wartheland weitere Eindeutschungsaktionen für Kinder durch. Von Dezember 1942 bis Sommer 1943 war sie Beauftragte des Lebensborn für Belgien und Nordfrankreich und leitete das Kinderheim Ardennen in Végimont. Aufgrund finanzieller Unregelmäßigkeiten wurde Viermetz im Sommer 1943 von ihren Tätigkeiten beim Lebensborn e. V. entbunden und dort am 21. Dezember 1943 fristlos entlassen.
Viermetz lebte danach in München und wurde im Februar 1944 kriegsbedingt nach Winhöring evakuiert.

## Nach Kriegsende
Nach Kriegsende wurde Viermetz am 30. Juli 1945 verhaftet und interniert. Am 9. Januar 1946 wurde sie aus der Haft entlassen und lebte zunächst wieder in Winhöring und ab Dezember 1946 in München. Im Januar 1947 wurde Viermetz erneut verhaftet und inhaftiert. Viermetz wurde im Rahmen der Nürnberger Prozesse im Prozess Rasse- und Siedlungshauptamt der SS („Volkstumsprozess“) am 1. Juli 1947 mit 13 weiteren Beschuldigten angeklagt. Viermetz war der Verschleppung von Kindern aus dem Ausland sowie deren zwangsweisen Eindeutschung beschuldigt worden. Ihr Verteidiger war Hermann Orth. Sie rechtfertigte sich damit, dass sie lediglich eine untergeordnete Angestellte gewesen sei, die aus Mitleid gehandelt habe. Zudem stellte sie den Lebensborn als Fürsorgeeinrichtung dar. Am 10. März 1948 wurde Viermetz „aus Mangel an Beweisen“ freigesprochen. Sie war die einzige Frau, die sich für ihre Tätigkeit für den „Lebensborn“ vor Gericht verantworten musste.
Viermetz wurde 1950 von der Münchner Hauptspruchkammer gemeinsam mit Sollmann, Ebner und weiteren Beschuldigten entnazifiziert. Über ihren weiteren Lebensweg ist nichts bekannt.